# 454. Sicherungs-Division
De 454e Sicherungsdivisie (letterijk: 454e Beveiligingsdivisie) was een Duitse infanteriedivisie in de Heer tijdens de Tweede Wereldoorlog. Deze divisie was betrokken bij de beveiliging van het Rückwärtigen Heeresgebiet (in de achterhoede gelegen legergebied) van de Heeresgruppe Süd (Legergroep Zuid). Ze nam actief aan oorlogsmisdrijven tegen partizanen (Bandenbekämpfung) en de holocaust deel.

## Geschiedenis van de divisie
Op 1 juni 1940 werd de Divisionskommando z.b.V. 454 in Dresden in het Wehrkreis IV (6e militair district) voor controletaken van eenheden bij het marcheren naar het Westfront opgesteld. De divisie werd in de zomer naar Nederland verplaatst, en nam aan de voorbereiding voor de Operatie Seelöwe deel. Midden maart 1941 vond de omvorming naar de 454. Sicherungs-Division plaats.
 454. Sicherungs-Division 
Op 19 maart 1941 in Trachenberg in Silezië in het Wehrkreis VIII (8e militaire district), uit het Divisionskommando z.b.V. 454 en delen van de 221e Infanteriedivisie opgesteld. In juni 1942 stond de divisie onder bevel van de Befehlshaber rückwärtiges Heeresgebiet 103 Franz von Roques. De divisie was de gehele Tweede Wereldoorlog aan het Oostfront voor beveiligingstaken in de achterhoede gelegen legergebied, eerst bij het 17. Armee (17e Leger), dan bij het 6. Armee (6e Leger) en aansluitend bij het XI. Armeekorps (11e Legerkorps) van het 1. Panzerarmee (1e Pantserleger) ingezet. In deze onder bevelstelling namen delen van divisie in juni 1942 aan de Tweede Slag om Charkov deel. Voor deze periode zou de divisie uit iets minder dan 6000 mannenschappen met verouderde uitrusting van Duitse en Russische productie zijn gevormd. Hiervoor stond de divisie vanaf oktober 1942 bij de Slag om Moskou in de zogenaamde Heeresgruppenreserve (vrije vertaling: legergroepen reserve). Begin 1944 was de divisie XIII. Armeekorps (13e Legerkorps) in het 4. Panzerarmee (4e Pantserleger) onder bevel gesteld. De divisie werd voor de verdediging van Rowno (Rivne) ingezet, en naam aan het Rivne-Loetsk offensief deel. Van 6 januari tot 2 februari 1944 kon Rivne tegen de Russische strijdkrachten gehouden worden.
Oorlogsmisdaden
De 454e Sicherungsdivisie nam samen met andere Sicherungsdivisies en politiediensten, actief aan oorlogsmisdrijven tegen gevangen en burgers deel. In het begin van september 1941 gaf Franz von Roques het bevel dat de divisie haar "zuiverings"operaties met de strijdkrachten van Friedrich Jeckeln de SS- und Polizeiführer van de regio coördineren moesten. Tussen 29 juli en 16 september 1941 rapporteerde de divisie de gevangenname van 1500 burgers en Rode Leger soldaten. Van deze waren er 78 Joods, deze werden vermoord.
Van 1941 tot 1943 was de divisie bij de vervolging en het vermoorden van partizanen in Oekraïne betrokken. Vanaf juli tot september 1941 stond de divisie onder het bevel van Friedrich Jeckeln.

## Het einde
In juli 1944 werd de 454e Sicherungsdivisie in de Zak van Brody vernietigd. De vele manschappen van de divisie, waaronder ook de gewonde commandant Johannes Nedtwig, kwamen in Russische krijgsgevangenschap. Op 5 augustus 1944 werd de divisie ontbonden.

## Commandant Divisionskommando z.b.V. 454
| Rang                         | Naam          | Begin       | Eind                         | Opmerking                                                         |
| ---------------------------- | ------------- | ----------- | ---------------------------- | ----------------------------------------------------------------- |
| Generalmajor-Generalleutnant | Rudolf Krantz | 1 juni 1940 | 15 maart 1941- 19 maart 1941 | In deze functie op 1 februari 1941 tot Generalleutnant bevorderd. |

## Commandanten 454. Sicherungs-Division
| Rang                         | Naam             | Begin                         | Eind                          | Opmerking |
| ---------------------------- | ---------------- | ----------------------------- | ----------------------------- | --- |
| Generalleutnant              | Rudolf Krantz    | 15 maart 1941- 19 maart 1941  | 29 september 1941             | Op 1 februari 1941 tot Generalleutnant bevorderd. Gaf zijn commando weer af wegens ziekte, en overleed op 22 oktober 1941 in Dresden.                                              |
| Generalmajor-Generalleutnant | Hermann Wilck    | 29 september 1941             | 9 december 1941               | In deze functie op 1 oktober 1941 tot Generalleutnant bevorderd. |
| Generalmajor-Generalleutnant | Hellmuth Koch    | 9 december 1941               | Februari 1944 - 25 april 1944 | In deze functie op 1 november 1942 tot Generalleutnant bevorderd. Op 10 september 1944 gedegradeerd tot Major z.V., vanwege het verlaten van Rovno in strijd met het Führerbefehl. |
| Oberst                       | Joachim Wagner   | Februari 1944 - 25 april 1944 | 1 mei 1944                    | |
| Generalmajor                 | Johannes Nedtwig | 1 mei 1944                    | 22 juli 1944                  | De gewonde Nedtwig raakt in de zak van Brody in Russische krijgsgevangenschap. |

## Gebieden van operaties[3][11]
- Nazi-Duitsland (juni 1940 - juli 1941)
- Oostfront, zuidelijke sector (juli 1941 - juli 1944)

## Samenstelling
- Sicherungs-Regiment 57[4] (voormalige Landesschützen-Regiment 57[5], tot augustus 1942, bij de Heeresgruppe B)
- Sicherungs-Regiment 375[4][5] (voormalige Infanterie-Regiment 375 van de 221. Infanterie-Division), vanaf oktober 1942 Grenadier-Regiment 375 (in maart 1943 ontbonden en over de 111. Infanterie-Division en 304. Infanterie-Division opgedeeld)
- Sicherungs-Regiment 602 (vanaf augustus 1942, van de 213. Sicherungs-Division)
- III./Artillerie-Regiment 221[4][5] (later Artillerie-Bataillon 454)
- Ostreiter-Bataillon 454[4] (voormalig Reiter-Abteilung 454, later Ostreiter-Regiment 454)[5]
- Ost-Pionier-Bataillon 454
- Nachrichten-Abteilung 829[4][5]
- Divisions-Einheiten 454

Herfst 1943:
- Sicherungs-Regiment 360
- Sicherungs-Regiment 375
- Ost-Reiter-Regiment 454
- III./Artillerie-Regiment 221 (vanaf 1944 Artillerie-Abteilung 454)
- Ost-Pionier-Bataillon 454
- Divisions-Nachrichten-Abteilung 829
- Kommandeur der Divisions-Nachschubtruppen 375